# Open Badges

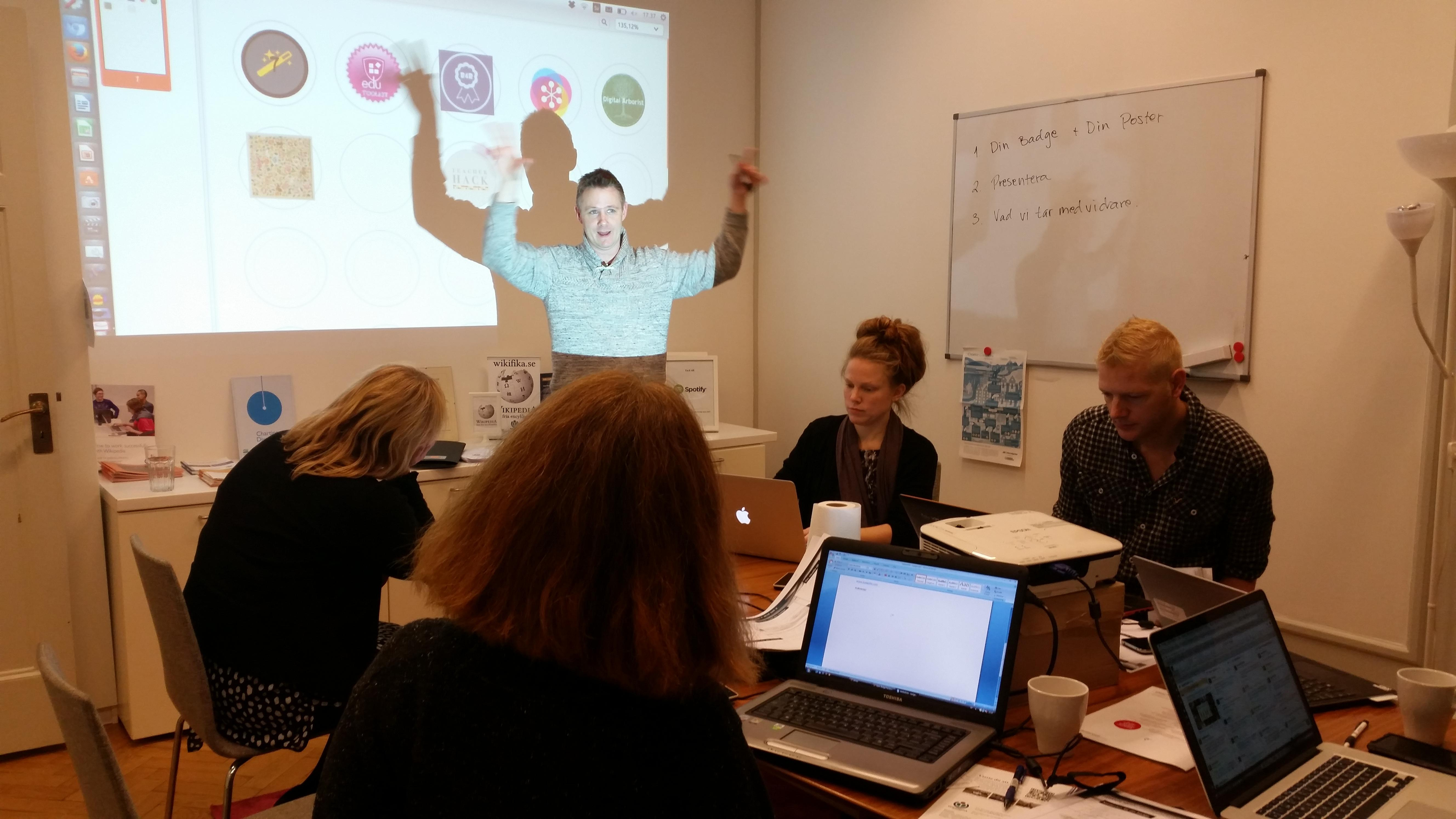
Open Badges-träff hos Wikimedia Sverige.

En Open Badge är ett digitalt märke som man tilldelas exempelvis för att ha utfört en uppgift eller visat en förmåga. Inom utbildningsvärlden används Open Badges både som lekfulla belöningar och som alternativ eller komplement till intyg. Många badges är bara giltiga inom ett spel, en kurs eller en plattform. Däremot följer Open Badges en teknisk standard som gör dem interoperabla med olika system. De kan på så sätt visas upp av ägaren på andra lärplattformar, bloggverktyg eller sociala medier som har stöd för Open Badges, än det system varifrån de tilldelades.

## Beståndsdelar
En Open Badge består av en liten digital bild i PNG-format och metadata. Metadatan är information om badgen, och den blir oftast synlig när man klickar på bilden. Den brukar omfatta
- Badgens namn
- Beskrivningen av de kunskaper, färdigheter eller utförda uppgifter som krävs för att få badgen
- När och i vilket sammanhang den utfärdats, till exempel inom en kurs
- Information om giltighetstiden
- En länk till utfärdaren, till exempel en utbildningsanordnare eller förening

## Historik

### Bakgrund
Badges och märken har funnits långt före det digitala samhället. Scoutmärken eller simmärken är exempel på icke-digitala märken som tilldelas och förvärvas för olika väl definierade bedrifter. Badges är viktiga komponenter i många TV-spel och dataspel där de används för att markera att spelaren uppnått en viss skicklighetsnivå och som incitament till att vilja gå vidare till nya nivåer i spelet. I utbildningsvärlden har badges gjort sitt intåg i webbaserade kurser, till exempel distansutbildningar eller blended learning. Ofta nämns badges i samband med spelifiering eller gamification.  

### Open Badges vs. andra digitala badges
Många badges är bara giltiga inom ett spel, en kurs eller en plattform. Däremot följer Open Badges en teknisk standard som gör dem interoperabla mellan olika system. De kan på så sätt visas upp på andra lärplattformar, bloggverktyg eller sociala medier som har stöd för Open Badges. 
Standarden för Open Badges utvecklades av Mozilla, MacArthur Foundation och HASTAC. Termen Open Badge förknippas oftast med Mozillas badgesystem och infrastruktur. Idag finns dock fler plattformar och tjänster för Open Badges, och begreppet innefattar alla digitala badges som följer den öppna standarden.

### Användningsområden och exempel

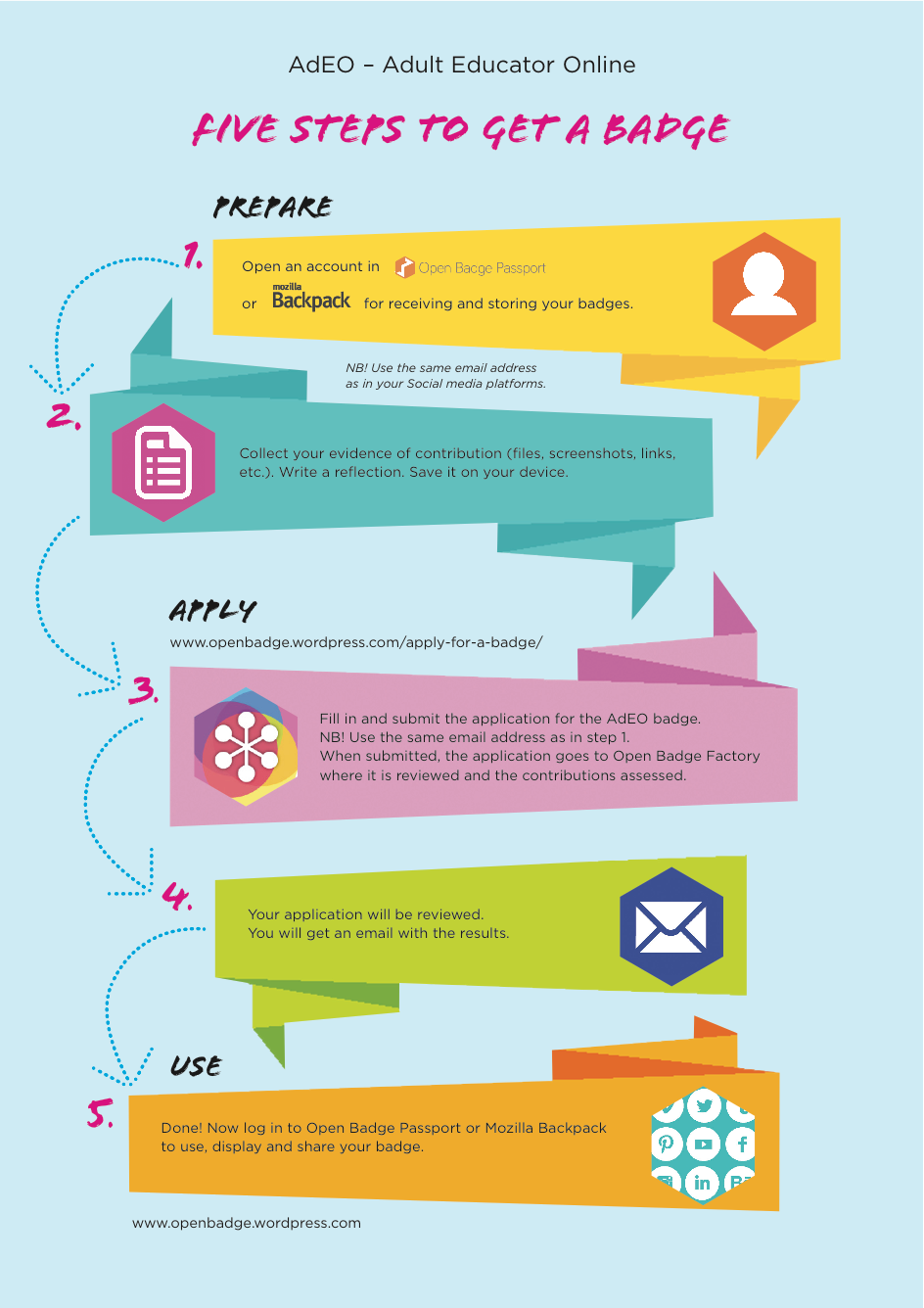
Beskrivning (på engelska) över hur man tar en badge.

Badges används både som motiverande inslag och för seriös certifiering. Märken som ska fungera som alternativ till traditionella intyg behöver följa öppen standard. 
Exempel: 
- Företag använder badges som intyg i utbildningar för sin personal eller sina kunder.
- Volontärverksamhet använder Open Badges som intyg i funktionärsutbildningar, till exempel OK-studiecentralen i Finland.[3]
- Det finns öppna kurser på nätet som implementerat mycket genomtänkta system av badges, till exempel Khan Academy[4] som är mest känd för sina gratiskurser i matematik och appen Duolingo för självstudier i olika språk. Badges används här både för att synliggöra framsteg från en nivå till nästa och för att hjälpa den studerande över trösklar när något är svårt eller tråkigt samt för att få eleven att fortsätta studera. Exempelvis kan den studerande få en belöningsbadge för uthållighet trots att hen inte lyckats lösa en uppgift på femte försöket, för att denne ska fortsätta att försöka, eller en finare badge när hen klättrat till nästa nivå.
- Lärplattformar kan ha stöd för badges. Lärare och kursledare kan själva skapa badges efter kursens/klassens behov, till exempel för att premiera avklarade delmoment eller för att uppmuntra elever att hjälpa varandra eller öva mer.[5]
- Föreningar eller nätverk kan erbjuda badges som incitament för medlemmars och intressenters aktivitet, till exempel AdEO (Adult Educator Online), en Open Badge som utvecklats i ett nordiskt projekt. Den kan förvärvas av alla som gör vuxnas lärande synligt på nätet.[6]
- Wikimedia Sverige (den svenska stödföreningen för Wikimedia Foundations olika projekt) erbjuder en serie Open Badges för att öka användningen av Wikipedia som ett pedagogiskt verktyg.[7]

## Hantering

### Hur en Open Badge skapas
En skola, kursledare eller förening som vill ta fram en Open Badge behöver först utveckla själva märket – bilden och metadatan – och sedan lägga upp det på en badgeplattform. Det finns flera sådana tjänster på nätet och en del lärplattformar har inbyggt stöd för badges. 
Det finns även tjänster för framtagning av bilden för badgen, där man kan kombinera olika former, färger, ikoner och textfält. Det är möjligt att ladda upp egna bilder och integrera dem i tjänstens färdiga bakgrunder. 

### Hur man erhåller den
För att kunna visa upp sina märken i andra digitala medier än det som utdelade den, behöver förvärvaren lägga dem i en personlig digital ”ryggsäck”, ett slags ”konto” för Open Badges, till exempel Mozilla Backpack eller Open Badge Passport. I ryggsäcken kan ägaren sedan hantera sina märken och välja vilka som ska visas på olika ställen på nätet.

## Fördelar och nackdelar

### Fördelar med badges jämfört medbetyg
- Den som skapar och utfärdar en badge kan själv välja vad som krävs för att förvärva den. Detta ger stor flexibilitet och kriterierna kan omfatta både mätbara kunskaper, konkreta resultat och mjuka faktorer som inte vägs in i formella betyg. Beteenden och attityder som anses viktiga i ett sammanhang kan uppmuntras, belönas och intygas, till exempel att vara en hjälpsam kollega eller en kreativ person.
- Ofta ses förvärvandet av badgen som en del i en lärandeprocess. Då behöver förvärvaren aktivt ansöka om märket. I en ansökan kan det krävas att man motiverar varför man anser sig ha uppnått en nivå, att visa hur man utfört en uppgift eller en reflektion över det egna lärandet. På så sätt uppnås större medvetenhet om den egna lärprocessen och kompetensen och en aktiv attityd till lärandet främjas. Badges kan fungera som ett redskap för formativ bedömning.
- Open Badges är digitala och optiskt tilltalande. De passar in i sociala medier, jobbsajter eller bloggar.

### Kritik mot badges
Ibland kritiseras användningen av badges med motiveringen att vem som helst kan skapa badges och att kvalitetskrav saknas eller att det finns risk för en inflatorisk användning av badges. Kritikerna menar att så kallad microcredentialling, det vill säga utfärdande av badges för mycket små prestationer, sänker anseendet av badges som seriösa komplement eller alternativ till intyg. Som motargument kan anföras att badges är transparenta, det vill säga beskrivningen av badgens innebörd är öppet tillgänglig och nås enkelt genom ett klick på badgen. Det är upp till ägaren själv att avgöra vilka badges som är värda att visas upp i olika sammanhang.

## Olika namn
På svenska används både det engelska ordet badge och flera svenska begrepp: märke, utmärkelse, tecken. 